# Musée de société
Un musée de société est un musée consacré à la conservation et l'exposition d'objets et de documents évoquant l'évolution de l'homme dans sa société.

## Histoire

### Une appellation récente
Apparue dans la terminologie culturelle française au cours des années 1990, cette expression désigne moins une catégorie de musées qu'une nouvelle approche muséologique.
Ce type de musée se caractérise par la volonté de conserver, d'étudier, de valoriser et de présenter des collections d'objets ou de documents évoquant l'évolution de l'homme dans sa société. Il se distingue ainsi à la fois des musées des Beaux-Arts, où les choix s'opèrent sur des critères esthétiques ou historiques, et des musées d'histoire naturelle, qui parlent de la nature, non de l'homme.

### Des réalités diverses
L'expression « musée de société » recouvre des réalités très différentes.
Cette appellation regroupe des musées parfois anciens, à l'image du musée départemental breton à Quimper, mais aussi des réalisations plus récentes comme le Musée des Confluences à Lyon ou le Musée des Civilisations de l'Europe et de la Méditerranée (Mucem) à Marseille.
Elle est également fréquemment utilisée pour désigner ce qui s'intitule traditionnellement écomusées, musées d'Arts et Traditions populaires, musées d'ethnographie, d'histoire, d'industrie ou musées de plein air. Cependant, à la différence de ces derniers, le musée de société ne parle ni de « nous » ni des « autres », mais de l’humanité, dans sa diversité et son universalité.
Par ailleurs, le musée de société ne supporte aucun carcan disciplinaire. Même si, par commodité, la plupart des institutions conservent leur nom, toute appellation typologique (musée d’histoire, d’ethnologie, d’ethnographie, d’art ou de culture populaire) semble dépassée.
Le projet scientifique et culturel du musée de société tend à s’éloigner des collections déjà constituées et des motifs qui les ont fait exister (affirmation d’une identité, description d’un territoire, vision fixiste de la culture) et se caractérise surtout par son ancrage contemporain.

## Quelques exemples

### Europe

#### France
- Le Musée de l'Homme à Paris.
- Le Musée du Quai Branly - Jacques-Chirac à Paris.
- Le Musée de l'Histoire de l'immigration à Paris.
- Le Musée des Confluences à Lyon.
- Le Musée des Civilisations de l'Europe et de la Méditerranée (Mucem) à Marseille.
- Le Musée départemental breton à Quimper.

### Amérique

#### Canada
- Le Musée de la civilisation au Québec.